# Waco (Missouri)
Pour les articles homonymes, voir Waco.
Waco est une ville du comté de Jasper, dans le Missouri, aux États-Unis,. Située à l'ouest du comté, elle est fondée en 1875 et incorporée en 1919.

## Démographie
Lors du recensement de 2010, la ville comptait une population de 87 habitants. Elle est estimée, en 2016, à 86 habitants.

### Source de la traduction
- (en) Cet article est partiellement ou en totalité issu de l’article de Wikipédia en anglais intitulé « Waco, Missouri » (voir la liste des auteurs).